# Teahliv, Sokal
Teahliv (în ucraineană Тяглів) este un sat în comuna Hlivceanî din raionul Sokal, regiunea Liov, Ucraina.

## Demografie
Componența lingvistică a localității Teahliv
     Ucraineană (99,7%)
     Alte limbi (0,3%)
Conform recensământului din 2001, majoritatea populației localității Teahliv era vorbitoare de ucraineană (99,7%), existând în minoritate și vorbitori de alte limbi.